# Tigli
Tigli is een Italiaans historisch merk van motorfietsen.
Amedeo Tigli was in 1926 en 1927 Italiaans kampioen wegrace in de 125cc-klasse. In 1950 produceerde hij een succesvol 75cc-tweetaktmodel. Hij werkte in die tijd samen met Franco Morini.